# Torano (Carrara)

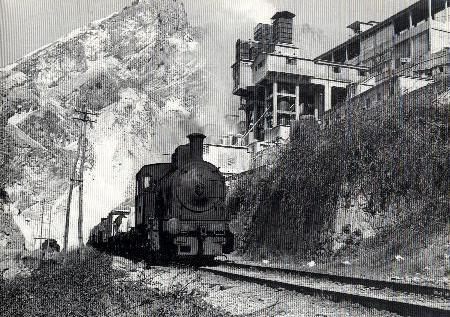
Una locomotiva FS gr. 835, immatricolata come FMC n. 7, transita alla testa di un convoglio presso la stazione di Torano

Torano è una frazione del comune italiano di Carrara, nella provincia di Massa-Carrara, in Toscana.

## Geografia fisica
Situata a circa due chilometri dal capoluogo comunale, è circondata da boschi di castagni e incastonata nell'ambiente delle Alpi Apuane, sulla via per la zona marmifera del canale di Lorano, di Ravaccione e del Battaglino. La sua storia ed economia sono sempre state legate al marmo bianco di Carrara.

## Storia
Probabilmente ha origini romane testimoniate da numerose lapidi romane rinvenute nelle sue vicinanze e dalle citazioni dei suoi bacini marmiferi, tra più antichi della zona, nella letteratura antica. Il primo documento ufficiale in cui è citato il borgo di Torano risale al 1141.
È il paese natale degli scultori Domenico Guidi e Pietro Tenerani.
A Torano nacquero anche i più importanti esponenti della famiglia Fabbricotti, una delle più importanti famiglie industriali del marmo come Carlo "Carlaz", che affiancò alla ditta Fratelli Fabbricotti anche la sua azienda, sviluppando l'attività in una vera e propria industria e che investì nell'acquisto di un grande terreno a Marinella di Sarzana, iniziando un'opera di bonifica dalla quale emersero i noti reperti archeologici romani, e come Bernardo (1834-1916), che si recò a Londra dove creò la ditta importatrice di marmo "Bernardo Fabbricotti", e dove sposò la gentildonna scozzese Helen Murray, assumendone il cognome accanto al proprio, e che poi costruì la Villa alla Padula.

## Monumenti e luoghi d'interesse
Il borgo conserva ancora interessanti valori ambientali. La notevole chiesa di Santa Maria Assunta conserva diverse opere d'arte tra le quali due opere dei toranesi Domenico Guidi, autore dell'Immacolata Concezione, e di Pietro Tenerani, che realizzò il Crocifisso al termine della navata destra. Non lontano dal borgo, sulla via Carriona in direzione del centro, è l'oratorio della Santissima Annunziata, con bell'altare tardobarocco all'interno, mentre sulla via Marcognano si trova il Cimitero monumentale di Marcognano.

## Società

### Evoluzione demografica
Abitanti censiti